# Спиське Подградє

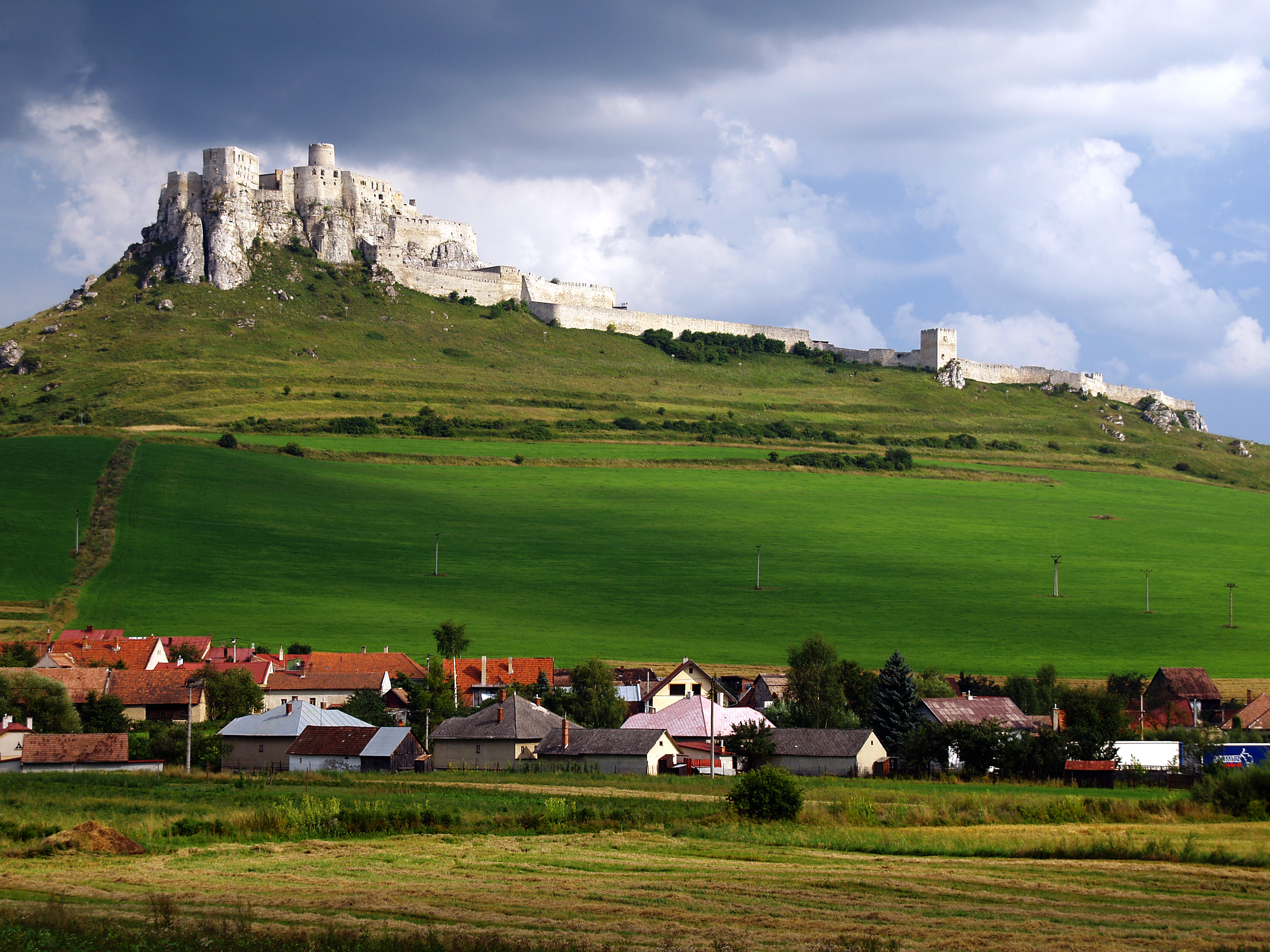
Списький замок

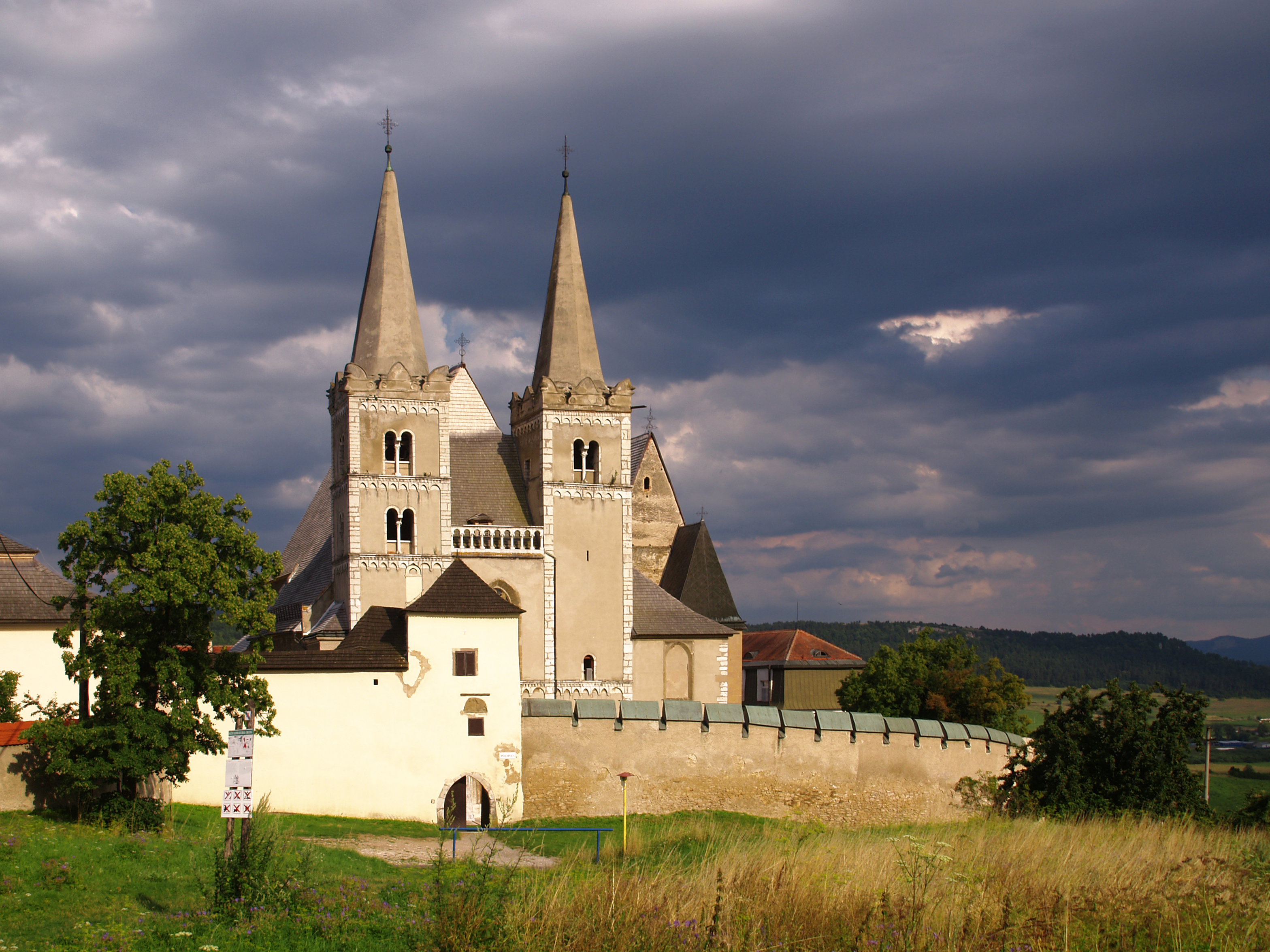
Списька капітула

Спиське Подградє (словац. Spišské Podhradie) — місто в Левоцькому окрузі Пряшівського краю в Словаччині. Розташоване в східній частині Словаччини, в північно-східній частині Горнадської улоговини на південних схилах Левоцьких гір. Містечко разом з близьким могутнім Спиським замком та Спиською капитулою занесені в список ЮНЕСКО.

## Історія
Вперше згадується 1249.

## Пам'ятки культури
- Списький замок з 11—12 століття
- Списька капітула — своєрідне церковне містечко (зараз становить міський культурний заповідник), яке виникло у 12 століття навколо костелу на недалекому пагорбі, з 1776 року є столицею списького єпископства, з 1948 року адміністративно приєднане до Списького Подградя
- Собор св. Мартина, побудований у 1245-1273 рр. у пізньому романському стилі в Спиській капитулі

## Населення
| Рік:            | 1994. | 2004.   | 2014.   | 2024.   |
| --------------- | ----- | ------- | ------- | ------- |
| Кількість осіб: | 3665  | 3872    | 4035    | 3730    |
| Різниця:        |       | +5,64 % | +4,20 % | -7,55 % |

| Рік:            | 2023. | 2024.   |
| --------------- | ----- | ------- |
| Кількість осіб: | 3754  | 3730    |
| Різниця:        |       | -0,63 % |

У місті проживає 3 977 осіб.
Національний склад населення (за даними останнього перепису населення — 2001 року):
- словаки — 92,33 %,
- цигани — 6,83 %,
- чехи — 0,16 %,
- українці — 0,05 %,
- русини — 0,03 %,
- угорці — 0,03 %,
- німці — 0,03 %.

Склад населення за приналежністю до релігії станом на 2001 рік:
- римо-католики — 89,23 %,
- греко-католики — 2,75 %,
- протестанти — 0,87 %,
- православні — 0,24 %,
- гусити — 0,03 %,
- не вважають себе вірянами або не належать до жодної вищезгаданої конфесії — 6,72 %.